# 塞爾察
塞爾察（Selca）是克羅埃西亞的一個村莊，位於斯普利特-達爾馬提亞縣的布拉奇島。據2011年人口普查，塞爾察有人口1,804人，其中97.17%是克羅埃西亞人。